# 構造生物学
構造生物学（こうぞうせいぶつがく、英: structural biology）とは、生物を形作る巨大な生体高分子、特にタンパク質や核酸の立体構造を研究する生物学の一分野。X線または電子線結晶学、NMR、クライオ電子顕微鏡などの技術を用いる。

## 歴史と発展
光学顕微鏡で観察が可能な細胞、そして構造解析（X線結晶構造解析、NMR、クライオ電子顕微鏡、電子回折など）が比較的容易な低分子の生体分子（脂肪酸、補酵素など）に関しての分子構造研究は比較的古くから研究が発展していた。特に電子顕微鏡が開発された後は、比較的大型の生体分子（リボゾームなど）程度の大きさの観察が可能になった。
しかし、分子生物学が発展する前の半世紀前までは、まだ生体の主要成分と知られていたタンパク質およびDNAなど核酸の生体高分子の立体構造に関する知識はまだほとんど知られていなかった。
そんな中、1953年にワトソンとクリックが遺伝子の本体であるDNAの構造をX線回折写真などの情報から2重らせんであることを明らかにし（X線回折像を実際に撮影したのはロザリンド・フランクリン）、DNA2重らせん構造に基づいていかにして遺伝情報が子孫に伝わるかが明確に示された。そして提案されたセントラルドグマによって分子生物学は黎明から一挙に飛躍の道を歩み始める。
タンパク質についてはX線回折実験によってえられる回折強度データから位相決定（いそうけってい）するまでのプロセスよりも、単純にタンパク質の結晶化に大量のタンパクが必要であることがネックとなり、当初はミオグロビン、リゾチームなどが試験された。日本で最初に得られたタンパク質立体構造はカツオ心筋のチトクロームcである。
現在は遺伝子工学的に大腸菌発現系で組み換えタンパクを大量に生産でき、またタンパク質結晶化へのプロセスも体系化されてきた。放射光という強力で波長選択可能なX線光源が利用され、ヘンドリクソンによって新たなMAD法という位相法が開発されたことと、セレン化タンパク質の利用が開発されたことで1990年代に解析能力が指数的に増加した。また、この間に得られた回折強度データの処理、位相決定、構造精密化などのプロセスが飛躍的に進歩したソフトウェアとともに、グラフィクス技術を含むコンピュータの性能が指数関数的に向上してきたことから、蛋白質構造データバンク (PDB) に登録されるタンパク質立体構造は年々増加してきている。また、NMRに関してもコンピュータの発展はもちろんのこと、大腸菌発現系を用いて安定同位体を容易にタンパク質に組み込めるようになったために、分子量5万程度のタンパク質まで扱えるようになってきた。
日本では、2002年度から5年かけて3000種類のタンパク質の立体構造解析を行うことを目標とした『タンパク3000プロジェクト』が行われた。その拠点として世界最大のシンクロトロン放射光施設であるSPring-8（兵庫県佐用郡）とフォトンファクトリー（高エネルギー加速器研究機構、茨城県つくば市）が放射光X線結晶構造解析データ測定に使われ、理化学研究所横浜研究所GSC（神奈川県横浜市）のNMR施設でNMRを使って日本全国の大学、研究機関など構造生物関連の多数の研究グループによって日夜タンパク質の立体構造解析が行われた。
日本における構造生物学関連のプロジェクトとしては、ターゲットタンパク研究プログラム（2007年度〜2011年度）、創薬等支援技術基盤プラットフォーム事業（PDIS、2012年度〜2016年度）、創薬等先端技術支援基盤プラットフォーム（BINDS, 2017年〜2021年度, 2022年~2026年度）が実施されてきている。

## 構造解析の方法
生体分子の構造解析を行う方法としては、以下のようなものがある。
- X線結晶構造解析　（現在ではシンクロトロン放射光を用いる）
- NMR（核磁気共鳴）
- クライオ電子顕微鏡
- 電子回折

1990年台から2010年位までは、規則正しく配列した結晶に短波長の電磁波を当てる方法（X線結晶構造解析）と、隣り合う原子間の距離と角度を調べていく方法（NMR）が一般的であった。2014年位からは、これらに加えてクライオ電子顕微鏡による単粒子解析や電子回折によって構造決定がされる場合が増加しつつある。
　それぞれの解析技術の特徴としては、X線結晶構造解析は、他の手法と比較して圧倒的にスループットが高いかつ高分解能での立体構造決定が可能である。NMRでは、タンパク質の動的情報が得られる。クライオ電子顕微鏡は、巨大なタンパク質複合体の構造決定が可能であることが多く、結晶場に影響されない溶液中での構造が得られることも特徴である。また、クラスタリングを用いることで１度の実験で複数のコンフォメーションの構造決定が可能な場合もある。電子回折による構造解析では荷電性アミノ酸の荷電状態の情報を得ることができること、放射光X線結晶構造解析で使用する結晶よりもさらに小さい結晶（数十～数百nmオーダー）から構造決定が可能であることが特徴である。
タンパク質の立体構造の理論的推定についてはタンパク質構造予測を参照。

### X線結晶構造解析の手順
X線結晶構造解析（X線回折）によってでタンパク質など生体分子の構造解析を行う手順を記す。
1. 目的タンパク質の大量調製
2. 目的タンパク質の結晶化
3. X線回折（X線の照射）・回折強度測定
4. 位相決定（回折強度から結晶構造因子を求めるためには位相の情報が必要である。位相は重原子同型置換法、異常分散を利用した方法、あるいは分子置換法によって決定する。重原子同型置換法や異常分散を利用した方法を行うには白金や金、水銀、セレンなどの化合物で修飾したタンパク質の結晶が必要であり、分子置換法を行うには類縁のタンパク質の立体構造がすでに得られていなければならない。）
5. 電子密度の計算（結晶構造因子からフーリエ合成で電子密度を計算する。）
6. 分子モデリング
7. 構造の精密化（手動で構築したモデルには歪みや誤りがある。そこで、人の手での修正作業と、原子間距離などに束縛条件を付けて、コンピュータ計算でもっとも歪みが少ない構造に修正する作業を、構造因子とよく一致する構造に収束するまで続ける。）

以上の手順で、律速の要因になっているのが、2.の結晶化および4.の位相決定のプロセスとなる。結晶化は以前よりは容易になっているとはいえ100%うまく行くものでなく、また得られた結晶が構造解析に使用できるかどうかは、位相決定を行うまでわからない。位相決定についてはコンピュータの能力の上昇に伴いスピードアップしているとはいえ現在も困難なプロセスの一つである。現在（2021年）の位相決定法として主に用いられている手法は分子置換法および単波長異常分散法（SAD法）が主流である。多くの場合、蛋白質構造データバンクに公開されている類似構造が利用可能であるので、この場合にはまず分子置換法を利用する。利用可能な類似構造がない場合にはSAD法を用いて、実験的に位相決定する場合が多い。また、新たな位相決定の手段として、DeepMindが開発したAlphaFold2が出力する構造を分子置換法の鋳型構造として利用する方法もある。回折強度の決定には、古くは感光フィルム、2010年あたりまでは感光フィルムより高感度でダイナミックレンジの大きなイメージング・プレートや、読みとり速度が速いCCDなどが主として用いられていた。昨今（2021年現在）では、HPC（Hybrid Photon Counting）ないしPAD（Pixel Array Detector）と呼ばれるX線の光子を直接検出する検出器が主流である。
X線結晶構造解析の特徴は、結晶化したタンパク質の立体構造が決定し、アミノ酸配座が厳密に決定するということである。コンフォメーションの変化の様子を捉えることはできないが、結晶化の条件を変えてやることによって、タンパク質の様々な状態を静的に捉えることができる。また、ラウエ法によってミリ秒などの短時間の状態をとらえる試みもなされているが、全てのタンパク質結晶に適応できるわけではなく、課題も多い。昨今（2021年現在）ではX線自由電子レーザーによる時分割構造解析のための技術開発が積極的になされ、いくつかのタンパク質において詳細な時分割構造の議論がされている。

### NMRの手順
NMR（核磁気共鳴）の方法でタンパク質の構造解析を行う手順を記す。
1. 安定同位体を含む目的タンパクを調製
2. NMRスペクトル測定
3. スペクトルピークを個々のアミノ酸に対応させる
4. 原子間の距離・角度を測定する
5. 上記の条件を満たす立体構造を計算する
6. 構造の詳細を構築

以上の手順で律速の要因になっているのが3.スペクトルピークの帰属となっている。これはX線結晶構造解析でいう位相決定に対応する。また、NMRの実験データの粗さによってコンピュータによる立体構造の計算が複雑になるときもある。
NMRの特徴は、高濃度の溶液中のタンパク質をサンプルとするために、溶液中におけるゆらぎをある程度捉えることができることにある。ダイナミックなコンフォメーションの変化を捉えることは難しいが、より可動性の高い部位などの測定が可能である。X線結晶構造解析と比較すると、安定同位体標識タンパク質の調製のコストが高いことや、高分子量のタンパク質の構造解析に弱い点などが劣っている。

## 構造生物学の成果
構造生物学は多くの知見を生物学にもたらしたが、特に重要なものを特記しておく。
- DNAの2重らせん構造の解明[8][9]
- ATP合成酵素F1部位の立体構造の決定[10]
- リボソーム大サブユニットの詳細な構造および翻訳プロセスの解明[11][12][13]
- バクテリオロドプシン立体構造の決定および光駆動プロセスの解明[14]
- チトクロームc酸化酵素（呼吸鎖の末端酵素）立体構造の決定およびプロトンポンプ機構の解明[15]
- β2アドレナリン受容体[16]
- アクアポリン[17]
- カリウムチャネル[18]

## 構造生物学の課題
コンピュータや測定機器の発展により、多くのタンパク質の構造解析が可能となってきている。ではあるが、結晶化についてはいまだに実験上困難な障壁の一つである。結晶化しやすいタンパク質は好熱菌や高度好塩菌に多いといわれており、膜タンパク質などの不安定なタンパク質においてはこれらの宿主を用いて発現系を構築することもある。2013年位から始まったクライオ電子顕微鏡の技術革新により、それまで構造決定が不可能であったタンパク質の構造が数多く明らかにされている。X線結晶構造解析においても、LCP法（脂質メソフェーズ法）を利用し、それまで困難であった膜タンパク質の構造解析が多くなされている。また、放射光X線、特に挿入光源を用いた微小ビームが利用可能になったこと、ハードウェア、ソフトウェアの開発が進み、測定・解析の大部分が自動化されたことで、実験のスループットが格段に向上したこともX線結晶構造解析の発展に大きく寄与した。
また、タンパク質の折りたたみ（フォールディング）過程の解明やタンパク質のダイナミックなコンフォメーションの変化については、既存の方法では観測が困難である。折りたたみ機構については短いペプチドをコンピュータシミュレーションで折りたたませる方法などがあるが、現実の折りたたみ機構を明らかにする何らかの方法の開発が急がれる。コンフォメーション変化については、一分子観測などのテクニックを用いて行っている。またコンピュータシミュレーションで研究している例もある。
タンパク質や核酸の立体構造が判明しても、生物体内で起きている反応の素過程まで理解できている状況とはいえない。静的な立体構造から、より動的なタンパク質の挙動を測定することが求められつつある。

## 関連用語
- 生物物理学
- 一分子細胞生物学
- 分子生物学
- バクテリオロドプシン